# Urbanus proteus
Urbanus proteus es una mariposa de la familia Hesperiidae, subfamilia Eudaminae. Es una mariposa vistosa, con alas de color castaño claro con iridiscencias azules y con dos largas colas en las alas posteriores. El cuerpo robusto tiene un dorso azulado. La cabeza es grande con ojos prominentes. La envergadura es de 4,5 a 6 cm.
Se encuentra en toda la región tropical y subtropical de Suramérica y en Norteamérica. No puede sobrevivir donde hay heladas fuertes. Es una especie migratoria.

## Ciclo vital
Pone huevos blancos o amarillos, aislados o en grupos pequeños; la oruga tiene un cuerpo amarillento con una cabeza grande y oscura. Después de dos o tres semanas la oruga se transforma en pupa, forma un capullo de pelos azulados finos y se encierra dentro de una hoja plegada. El estadio de pupa puede durar de una a tres semanas; a continuación emerge el adulto.
La oruga puede ser una plaga de los cultivos, especialmente de porotos y judías (frijoles) y soya. También ataca plantas ornamentales como Wisteria y Clitoria. La oruga se alimenta de las hojas y las dobla para ocultarse dentro de este pliegue. Tapiza el interior de esta habitación con seda y sus propios pelos cuando va a pupar. El adulto se alimenta del néctar de las flores. Entre sus enemigos naturales se cuentan avispillas y moscas parasitoides y la chinche pentatómida, Euthyrhynchus floridanus. También hay virus que los atacan especialmente durante el otoño.

## Subespecie
U. p. domingo vuela en las Bahamas y otras islas del Caribe. No es muy diferente de otros miembros de la especie, tiene marcas blancas menos marcadas.

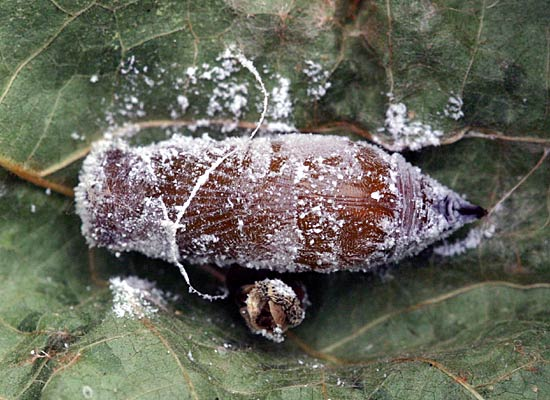
Pupa
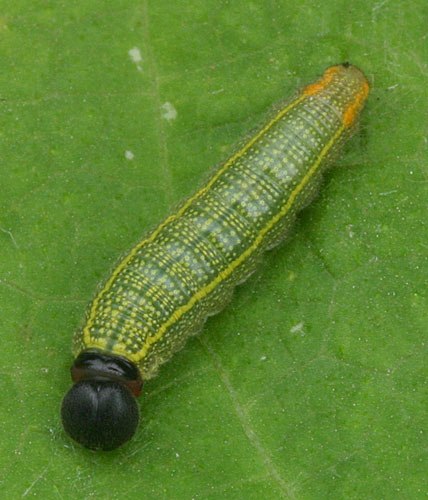
oruga
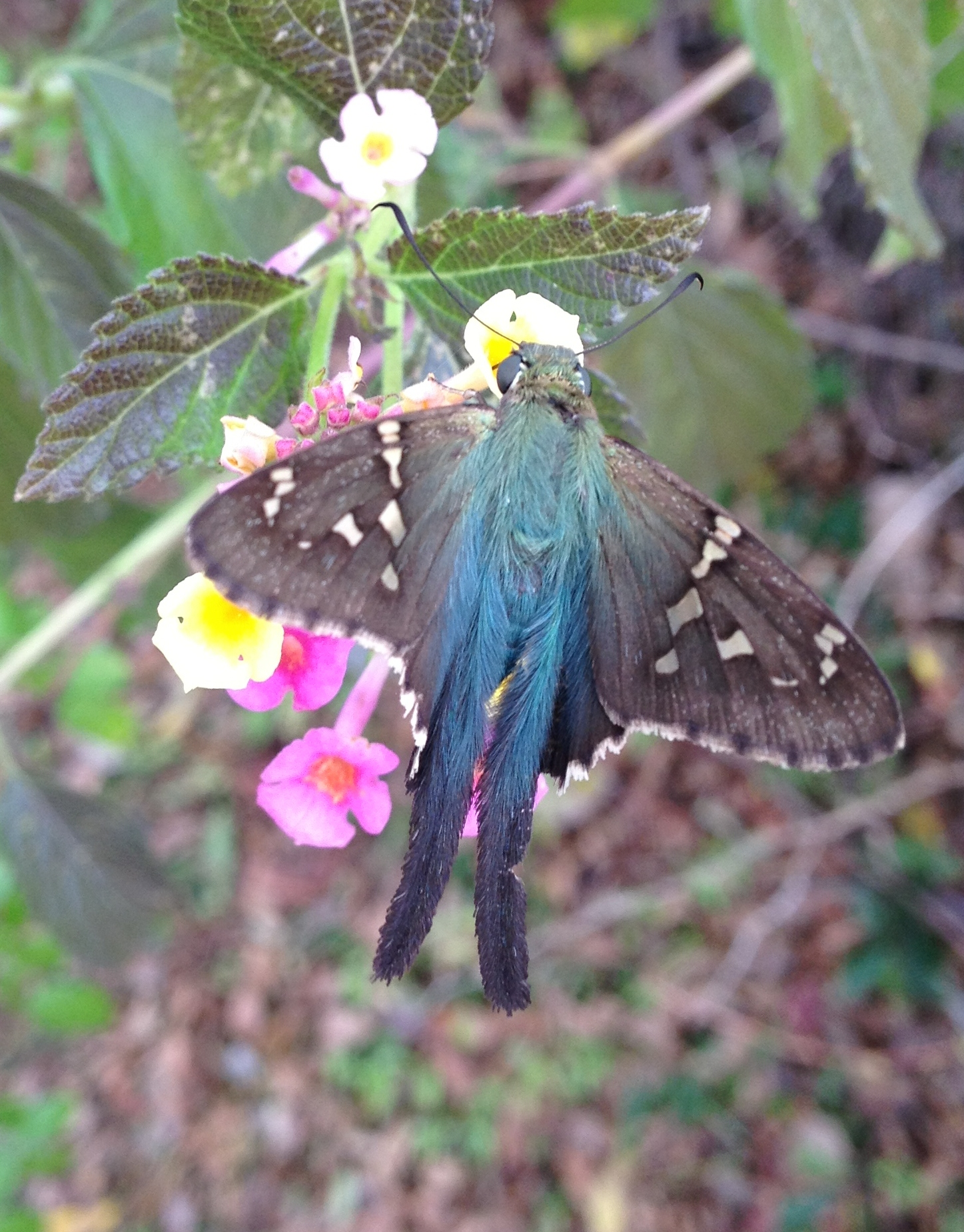
Adulto
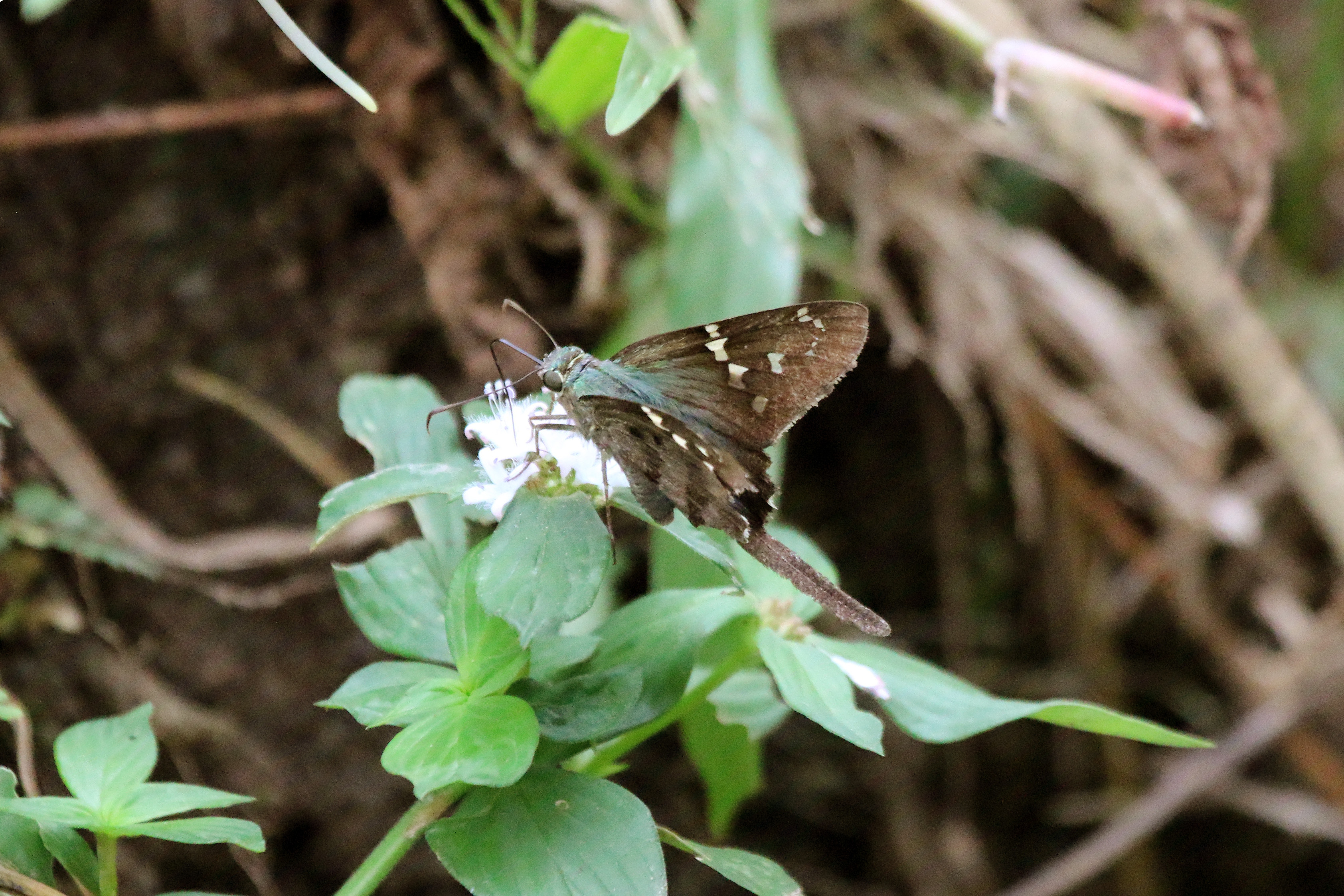
U. p. domingo, Jamaica
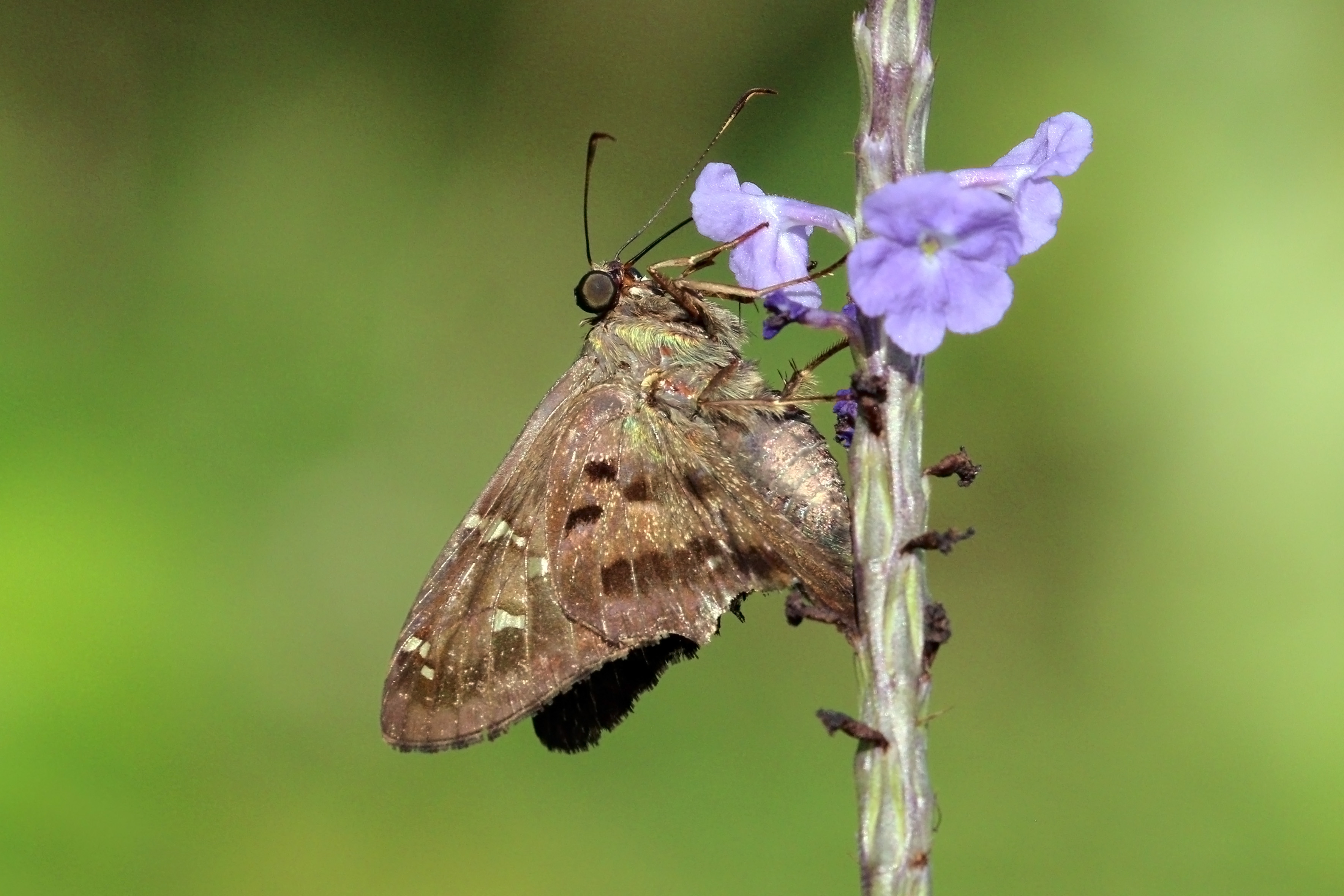
U. p. domingo, Gran Caimán